# Premis Chano Piñeiro 2002
La cerimònia d’entrega de la primera edició dels Premis Chano Piñeiro va tenir lloc al Palau de l'Òpera de la Corunya el 7 d’abril de 2002, i fou presentat per Javier Veiga. O bosque animado va ser la pel·lícula més premiada.
Fou convocada per l'Asociación Galega de Produtoras Independentes (AGAPI), que va convocar els Premis Agapi del 1996 al 2000, i l'Academia Galega do Audiovisual. La següent edició aquests premis passarien a anomenar-se Premis Mestre Mateo.

## Premiats

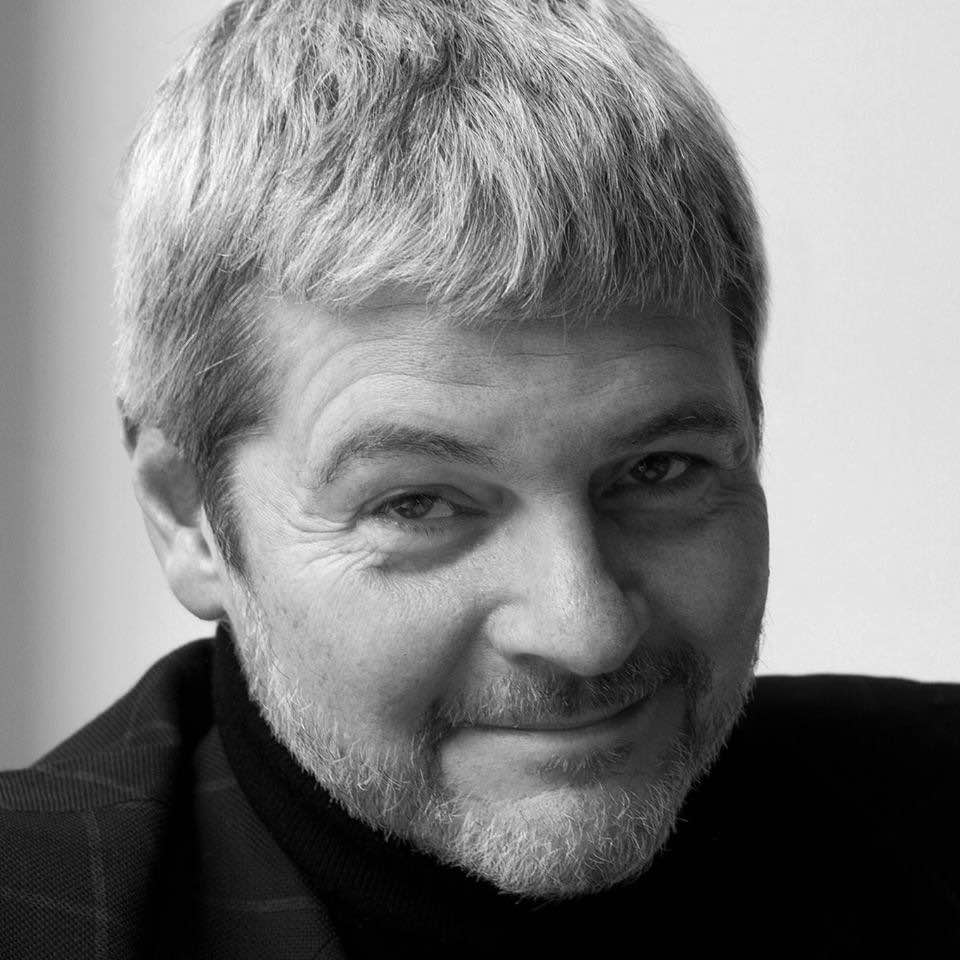
Ángel de la Cruz, millor direcció i millor guió

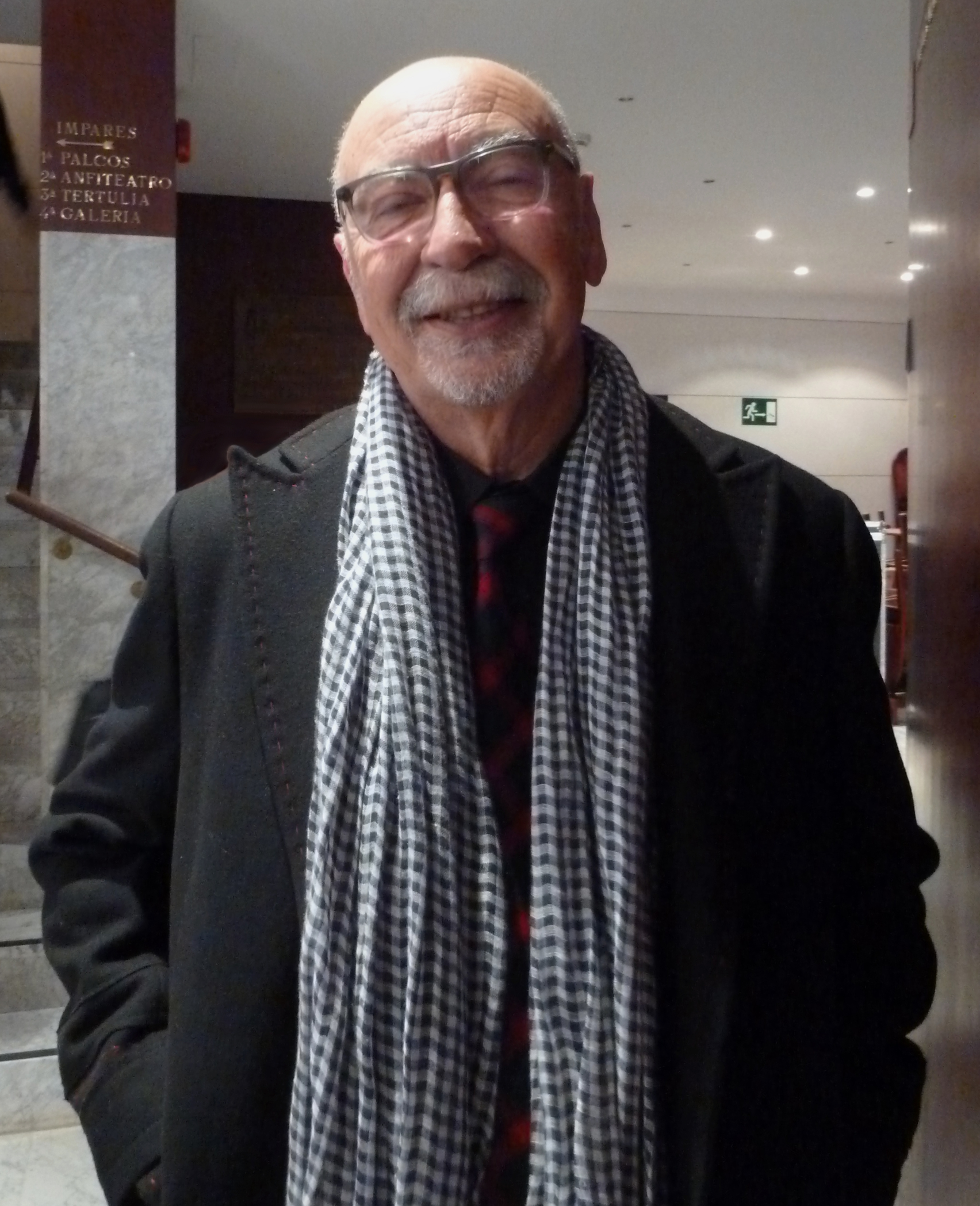
Ernesto Chao, Millor actor

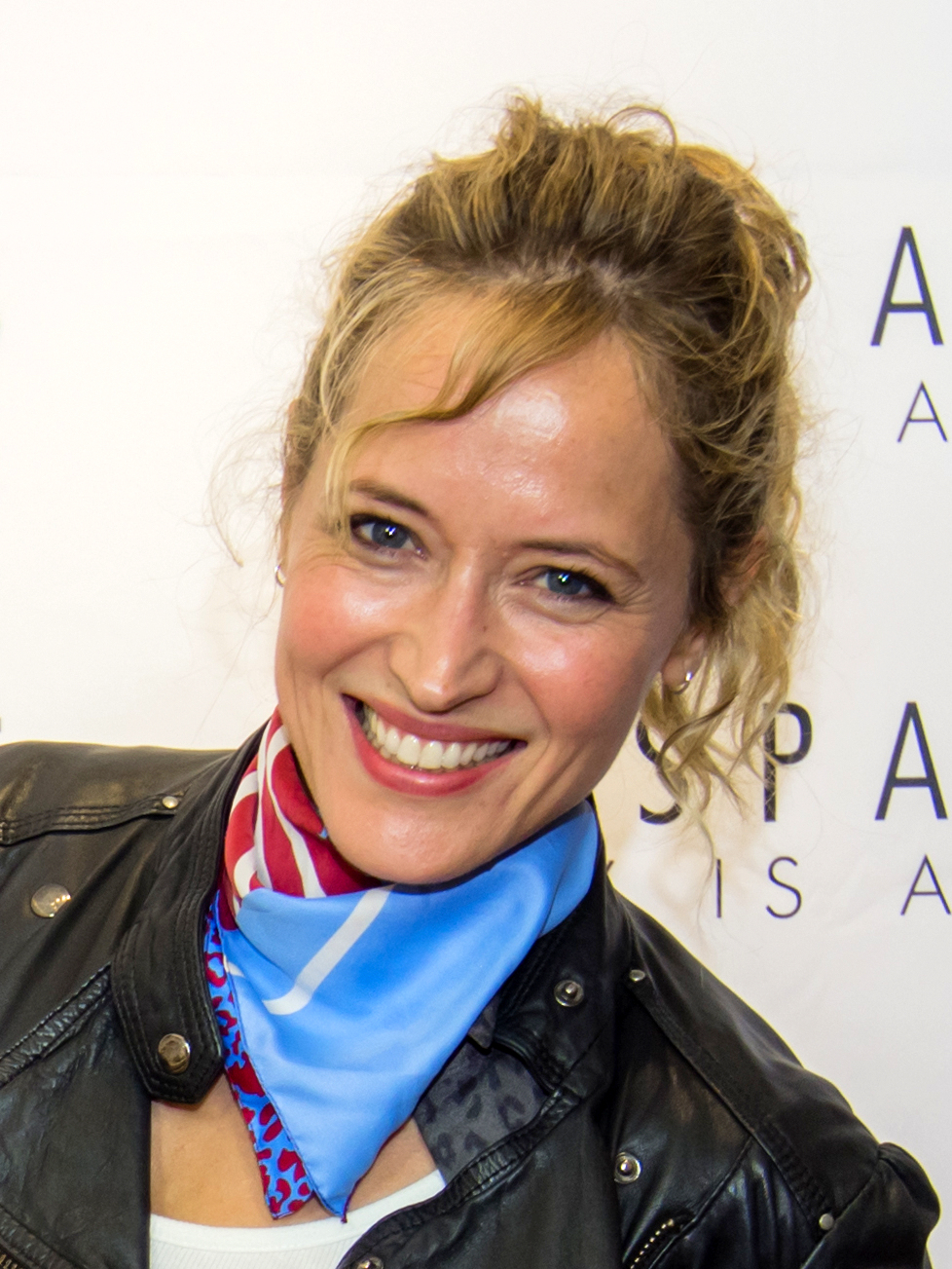
Marta Larralde, millor actriu

- Millor llargmetratge: O bosque animado
- Millor interpretació masculina: Ernesto Chao, per Condenado a vivir
- Millor interpretació femenina: Marta Larralde per Lena
- Millor direcció: Ángel de la Cruz i Manolo Gómez por O bosque animado
- Millor direcció de producció: Juan Nouche, por O bosque animado
- Millor direcció artística: Alberto Taracido, per O bosque animado
- Millor format de TV: A memoria cotiá, de Formato Vídeo
- Millor sèrie o film de ficció: Condenado a vivir (Continental)
- Millor fotografía: Alejandro Bálsamo, per O bosque animado
- Millor guió: Ángel de la Cruz, per O bosque animado
- Millor producció multimèdia: Trofeo-Ibisa
- Millor producció documental: Amando de Ossorio, de Lorelei Producciones.
- Millor curtmetratge: Inútil, de Paco Rañal, de Pórtico
- Millor realització: Luis Segura, per Rías Baixas
- Millor anunci: Boda Pepsi Light, de Continental
- Millor pel·lícula espanyola: Lucía y el sexo
- Millor producció de televisió: Desde Galicia para el mundo
- Millor maquillatge i perruqueria: Lola López, por Lena
- Millor muntatge: Gerardo Rodríguez, per Rías Baixas
- Millor presentadora: Nieves Rodríguez, per Desde Galicia para el mundo
- Millor intèrpret secundari: Finola Vázquez, por Rías Baixas
- Millor producció d’animació Os defuntos falaban Castelao, de Lúa Films
- Millor banda sonora original: Arturo Kress, por O bosque animado
- Millor so: Pablo Beade, per Os defuntos falaban castelao